# 和平运动

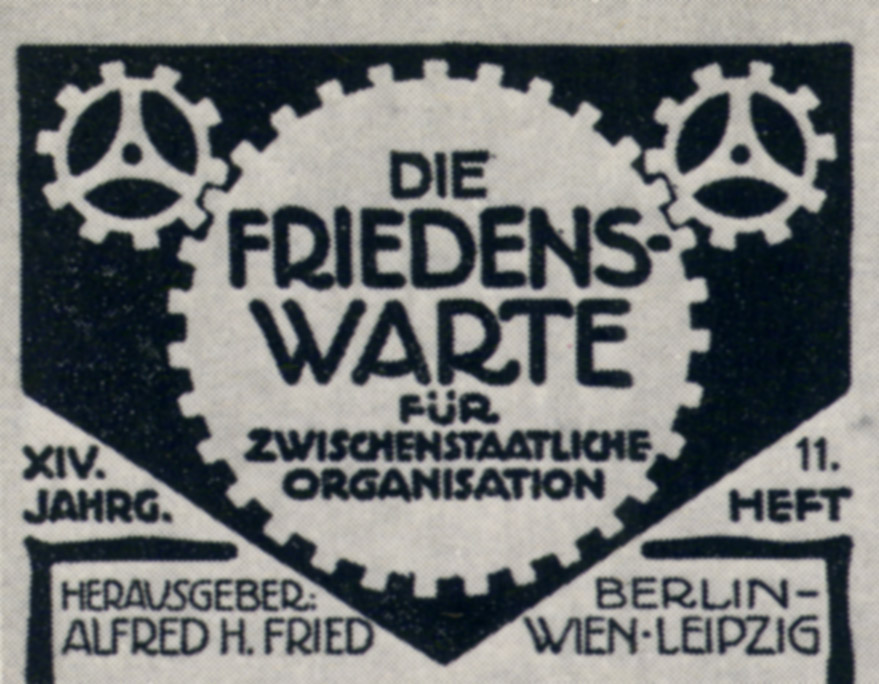
德国《和平守望》报1913年11期封面

和平运动是一種寻求實現結束特定类型战争（或是所有类型战争），在特定場所或特定類型的情形中將人際暴力降至最低，并常与世界和平相关联的社會運動。和平运动中使用过的手段多种多样：包括口头对和平主義的拥护、非暴力抵抗、外交行動、杯葛、和平營、良知消费、支持反戰的政府候選人、立法從政府合同中去除军工复合体的利潤、禁槍、创立开放式政府并利用政府透明度工具监管政府、提倡直接民主、支持吹哨人揭发犯有战争罪者或鼓吹战争者、示威等。反战组织常通过与有类似目标的人文组织及环保组织进行直接的政治协作以扩大和平运动的影响力。也有一些和平主义活动家经常性地使用暴力作为他们的交流方式，而他们也广受质疑。
一些人认为和平运动家看似松散的连接实际上是因为他们有着共同的目的，这些目的最终汇聚成了一个目标——结合了一切反战运动的全球和平运动。此观点认为和平运动与反战运动是密不可分的，并且这两个运动与人文主义、环境保护主义、維根主義、反种族主义、女性主義、地方分权、款待、意識形態、神學和信仰紧密相连。

## 和平思想
关于和平到底是什么或应该是什么，不同的思想理论的想法也并不一致，这导致不同的人采取不同的方式实现自己理念中的和平。一般来说，反战运动通常追求短期目标，而和平运动提倡持续、长期的生活与行为方式。
人们通常无法分清某场运动或某场示威是总体上反对战争倡导和平，还是仅仅反对自己国家涉足战争。一些社会观察者则认为正是如反越南战争运动这样缺乏明显区分但连续长期的运动塑造了和平主义者并代表了他们的策略。
2003年的全球反对对伊战争大游行就是一场主题十分明确但短时且主题单一的运动——尽管这场运动的参与者的意识形态各不相同，从绝对和平主義到伊斯兰主义和反美主义皆有（见伊拉克人盾行动）。不过在运动途中许多短期参与者的念头逐渐发生了变化，最终加入了更全球性的，更长期的运动。
相比之下，追求全球和平的运动则往往要求政府和他人通过结束一切战争及保障如呼吸、喝水、饮食、住所和医保这样的基本人权以保证人類安全。许多活动家希望通过立法的形式为先前被剝奪權利的團體提供平等的保護和法律上的平等機會，以达到社會正義。
和平运动的主要特征即相信人们不应就语言、种族、自然资源、宗教及意識形態上的分歧进行战争。和平运动的坚定支持者倾向于认为軍隊并不代表正義。
和平运动趋向于反对对人类十分危险的科技的扩散，尤其是核武器和细菌武器等大规模杀伤性武器，也趋向于反对七大工業國組織对不发达国家的一切武器出口，比如机枪和手榴弹。还有一些和平运动的组织，例如斯德哥尔摩国际和平研究所，担忧人工智能、分子工程、基因工程和蛋白质工程的破坏潜力可能比人类目前评估的要更高。因此，和平运动既与极端的新卢德主义及原始主义有交集，也与綠黨、绿色和平及環保運動这样的更主流的技术批评组织有交集。
和平运动也是导致许多民主国家内綠黨建立的直接原因之一。在一些国家，和平运动对绿党的影响力极大。

## 历史

### 和平与对上帝的信赖
历史上第一次大规模的和平运动是上帝治世（Pax Dei），约在公元989年举行的沙鲁会议被首次提出。类似的概念，上帝的休战由其演变而来，于1027年首次被提出。上帝的和平最早是卡洛林王朝灭亡后对修道院日益增长的暴力行为的回应，并在之后由各地主教带头提倡，并在随后的一些教会会议上得到促进，其中一些重要的会议包括989年和1028年的两次沙鲁会议、990年的纳博讷会议、994年和1031年的两次利摩日会议、1000年的普瓦捷会议和1038年的布尔日会议。上帝的休战试图通过限制贵族在一周中可以实施暴力的天数和时间来限制暴力。这些和平运动为现代欧洲和平运动奠定了基础。

### 和平教会

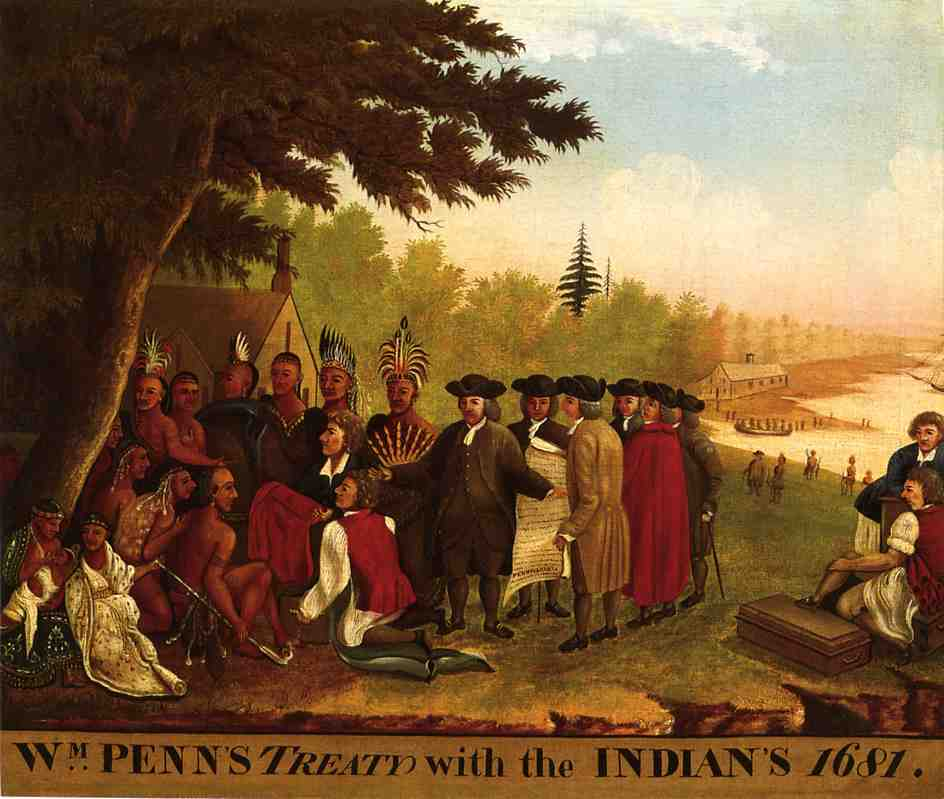
美洲殖民者与印第安人签订《佩恩条约公园》时的情景，这一条约从未被违反过

自16世纪开始，宗教改革产生了许多新的基督教派别，包括多个历史悠久的和平教会，诸如貴格會、阿米什会、門諾會及基督教友爱会。貴格會是和平主义的杰出倡导者，他们早在1660年就摒弃了一切形式的暴力，坚持对基督教的严格和平主义解释。贵格会教徒在英国于18世纪的多次战争中始终坚持和平主义的原则，不仅不参加军队和民兵，甚至不缴纳10英镑的替代性罚款。

### 18世纪
18世纪的和平运动是18世纪末两种思想碰撞的产物。一是扎根于启蒙运动的世俗思想，这种思想认为和平是世界疾病的有效解药，代表人物有让-雅克·卢梭、伊曼努尔·康德及杰里米·边沁；二是基于福音主義的思想，其在废奴问题上起到了重要的影响，其代表人物有威廉·威伯福斯。

### 和平运动的兴起
尽管直到拿破崙戰爭结束前都没有建立起正式的和平运动，但由于人们认为英国是以反动的姿态作战，而且战争对国家福利的影响越来越明显——税率的提高和伤亡率的上升——因此在战后确实出现了一场由普世主义理想者所推动的重要和平运动。公众向议会签署了16份和平请愿书，掀起了反战和反皮特的示威游行潮。这一时期，和平主义题材的文学作品也得到了广泛的出版和传播。

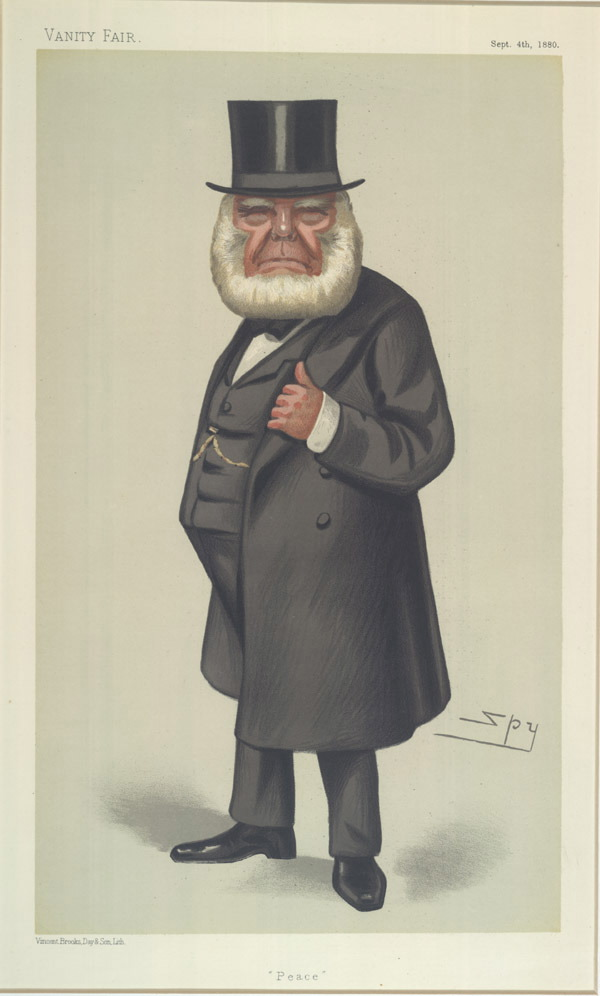
《和平》漫画，出自19世纪中期和平主义的倡导者亨利·理查德

第一批真正意义上的和平运动出现在1815–1816年。在美国，由神学家戴维·洛·道奇所引领的纽约和平协会和马萨诸塞和平协会是第一批和平运动的发起者。两者很快都变成了每周定期举行会议的正式组织，并制作了远播到直布罗陀和马耳他，描述了战争恐怖并以基督教为基础拥护和平主义的文学作品。伦敦和平协会（亦被称为永久普遍和平促进会）由慈善家威廉·艾伦于1816年成立，旨在促进永久和普遍和平。19世纪40年代，英国妇女建立了橄榄叶圈（Olive Leaf Circles），即每个小组由15至20名左右的妇女组成，讨论和宣传和平主义思想的运动。
和平运动在19世纪中叶开始进一步产生影响。1843年，第一届国际和平会议在伊莱休·伯里特及亨利·理查德的倡议下在伦敦召开。这一会议确立了和平运动的两个目标：在国家事务中进行和平仲裁，以及为实现这一目标建立一个国际机构。理查德后于1850年任和平协会的全职秘书，在接下来的40年里，他一直担任这个职位，为自己赢得了“和平使徒”的美誉。克里米亚战争结束时，他在1856年的巴黎条约中获得列强的承诺，支持他的仲裁，从而帮助确保了和平运动最早的一次胜利。随后的欧洲大陆社会再次陷入动荡不安，1848年，和平运动者在布鲁塞尔召开了第一届和平大会，一年后又在巴黎召开了第二届和平大会。
在经历了南北战争和克里米亚战争及期间军国主义抬头导致的经济萧条后，和平运动开始在欧洲各地进一步传播，并渗透进了新的工人阶级的社会主义运动之中。1870年，兰德尔·克里默在伦敦成立了工人和平协会。克里默与法国经济学家弗雷德里克·帕西亦是于1889年所成立的第一所为解决争端所设立的国际仲裁机构，各国议会联盟的建立者。随后，在1908年7月和8月的第17届世界和平会上和平运动者又建立了全國和平會議。

### 非暴力抵抗

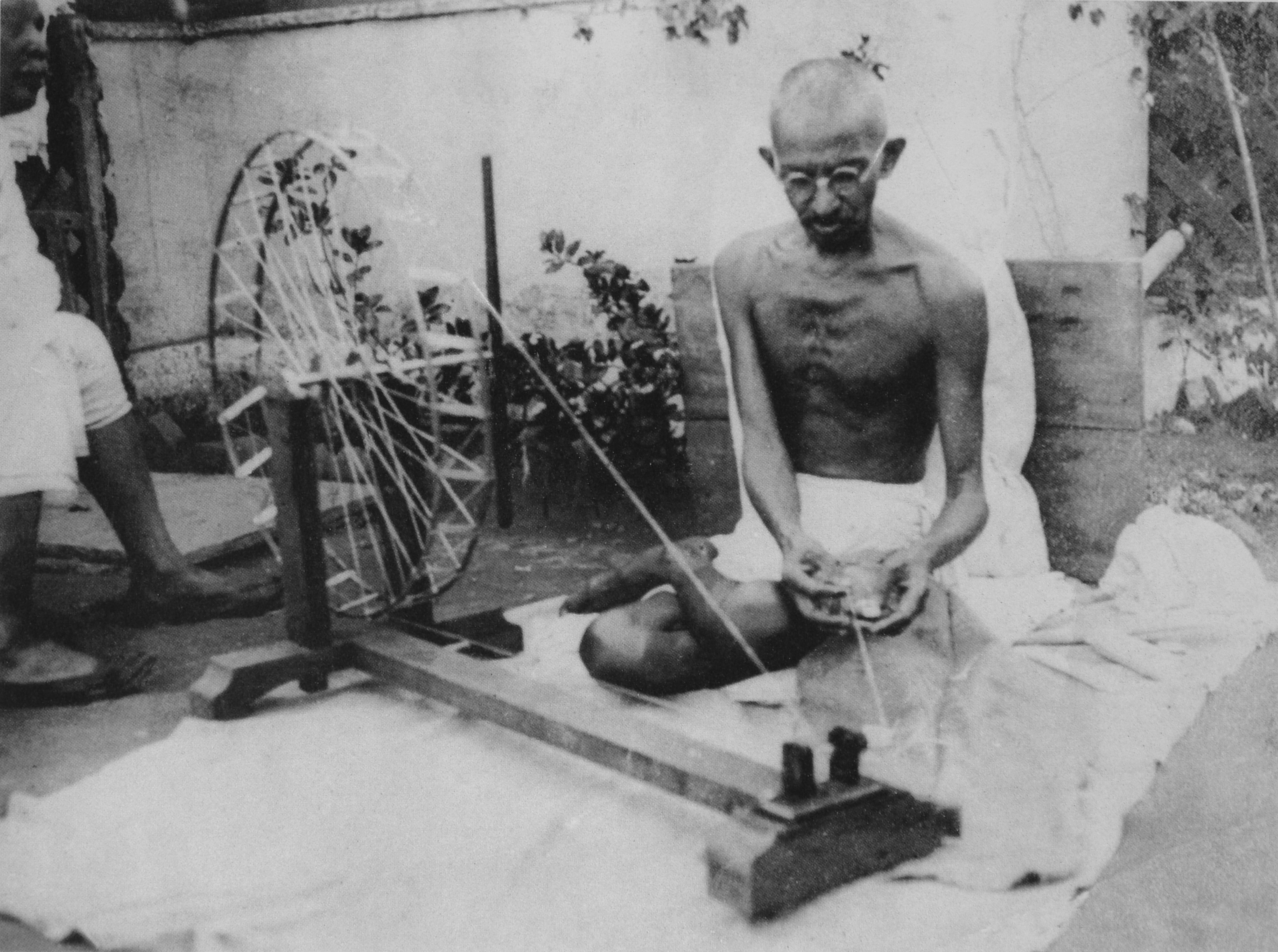
印度独立运动的领袖莫罕达斯·甘地是非暴力抵抗的著名拥护者

印度的圣雄甘地是20世纪最知名的和平及非暴力运动的代言人之一。甘地主义代表了甘地所提倡的理念及原则。桑克达尔（Sankhdher）认为，甘地主义并非形而上学或政治哲学中的一个系统性的立场。相反，它是一种政治信条、一种经济学说、一种宗教观、一种道德戒律，以及一种人道主义的世界观。它不是为了将知识系统化，而是为了改造社会，它的基础是对人性善的不朽信仰。甘地深受俄国小说家列夫·托爾斯泰的和平主义思想的影响。1908年，托尔斯泰写下了《给一个印度人的信》，托尔斯泰在信中称，只有通过消极抵抗，将爱作为武器，印度人民才能推翻殖民统治。1909年，甘地与托尔斯泰开始在信件往来中频繁的谈及非暴力的现实和神学应用。甘地认为自己是托尔斯泰的弟子，因为他们在反对国家权力和殖民主义方面意见一致：两人都痛恨暴力，宣扬非抵抗主义。然而，他们在政治策略上有很大的不同。甘地呼吁将和平运动与政治相结合；他是一个使用非暴力抵抗的民族主义者，且愿意做出妥协。
甘地是第一个大规模使用非暴力原则的人。非暴力（不害）和非抵抗主义等非暴力的概念在印度宗教思想中有着悠久的历史，并在印度教、佛教、耆那教、犹太教和基督教的背景下得到了多次复兴。甘地在他的自传《我体验真理的故事》中具体地解释了他的哲学和生活方式。他的一些其他言论被广泛引用，如“有许多事业可以让我愿意为它们献身，但是没有一个事业可以让我为它杀人”。
甘地后来意识到，这种程度的非暴力需要超过常人的信仰和勇气，他认为大多数人不具备这种能力。因此，他后来建议每个人不必始终坚持非暴力，尤其是当非暴力被用作懦弱的掩护之时。他具体说：“如果只能在懦弱和暴力之间做出选择，我建议使用暴力”。
甘地因为批评那些试图通过更多暴力手段实现独立的人而受到政治上的指责。甘地回答说：“曾经有一段时间，人们听从我的意见，因为我向他们展示了在没有武器的情况下如何与英国人斗争[……]但现在有人告诉我，我的非暴力思想对[印度教-穆斯林]暴乱的解决没有任何用处，因此，人们应该武装自己进行自卫”。
在二战英国受到納粹德國的攻击时，甘地的观念在英国受到了严厉的批评。这主要是因为他在1940年对英国人民说：“我希望你们放下手中的武器，因为这些东西对拯救你们或人类毫无用处。你们应该邀请希特勒先生和墨索里尼先生从你们称之为财产的国家中拿走他们想要的东西……如果这些先生选择占领你们的家园，你们应该主动腾出它们。如果他们不给你们自由通行权，你们应该允许自己，男人、女人和孩子被屠杀，但你们应该在这种情况下拒绝向他们效忠”。

### 第一次世界大战

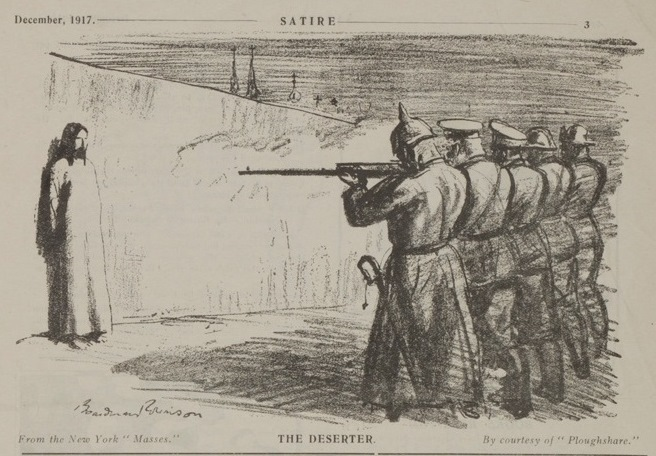
博德曼·鲁滨逊于1916年所绘的《逃兵》

虽然第一次世界大战的爆发激发了欧洲各地普遍的爱国主义，但这一时期的和平团体仍然积极地谴责战争。这一时期的许多社会主义团体和运动秉持反军国主义的理念，认为战争的本质是政府为了资本主义精英的利益而对工人阶级进行的一种胁迫。

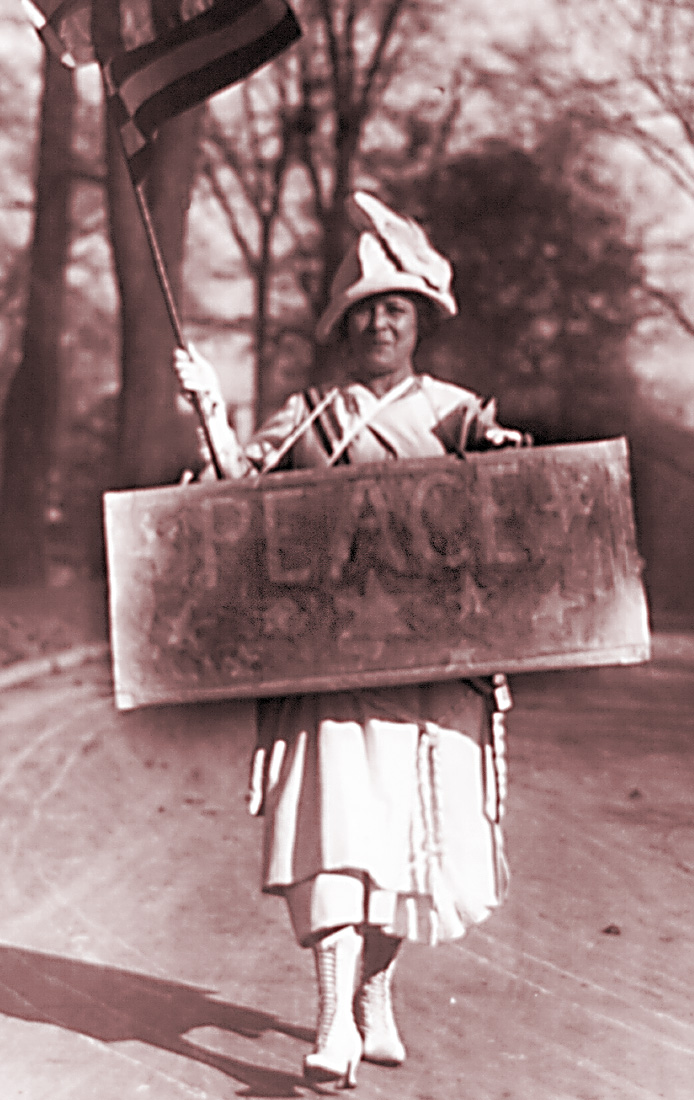
一位一战时代的女性和平运动者

1915年，英国自由主义领导人成立了国际联盟协会，希望其成为一个强制以和平手段解决任何冲突的强大国际组织。同年晚些时候，执行和平联盟在美国成立，以促进类似的目标。汉密尔顿·霍尔特于1914年9月28日在他的纽约市周刊《独立报》上发表了一篇名为〈解除武装的方法：一个实用的建议〉的社论。该篇社论呼吁建立一个国际组织，能使各国就争端的仲裁达成一致，并通过保持足以击败任何非成员的军事力量来保证其成员的领土完整。随后，知名国际主义者之间的辩论修改了霍尔特的计划，使其与前英国驻美大使詹姆斯·布莱斯子爵在英国提出的建议更加一致。这些举措和其他举措对随后國際聯盟的诞生起到了关键作用。
除传统的和平教会外，还有许多抗议战争的团体，其中包括妇女和平党（成立于1915年，由知名改革家珍·亞當斯领导）、国际妇女争取永久和平委员会（同样成立于1915年）、美国反军国主义联盟、和睦团契和美国教友会。珍妮特·蘭金是第一位当选为美国国会议员的女性，也是一位激进的和平主义倡导者，是唯一对美国加入两次世界大战都投反对票的人。

### 战间期
一战后，一战逐渐被认为是因徒劳无益的原因而造成的巨大生命损失的不必要战争，公众对军国主义的态度也发生了转变。战间期成立了大量的反战组织，如反战者国际、國際婦女爭取和平自由聯盟、不再戰爭運動及和平誓言联盟。國際聯盟也在战间期召开了几次裁军会议，如日內瓦海軍會議。

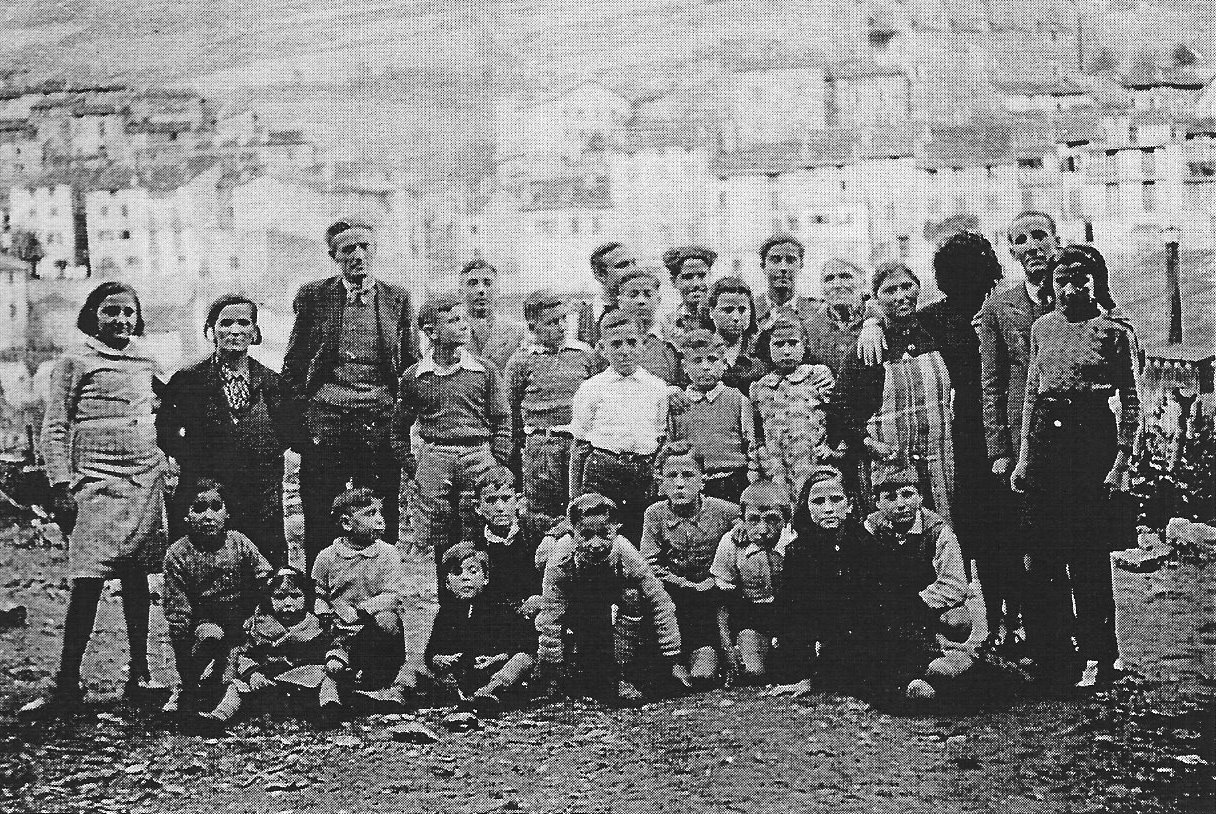
法属比利牛斯山反战者国际的儿童避难所中的西班牙内战难民

1920年代的英国的和平主义与厌战情绪十分严重。一系列以战争无用和愚蠢的老年政客屠杀青年为主题的小说和诗歌相继出版，如理查德·阿尔丁顿的小说《英雄之死》、埃里希·玛利亚·雷马克所译的《西线无战事》及比弗利·尼克斯的《浩劫驚魂》。1933年时，牛津大学的一场辩论以“必要时应为国王和国家而战”为题，结果鹰派辩论的失利导致反战情绪进一步加深。1934年，迪克·谢泼德建立了和平誓言联盟，这一组织以完全放弃战争和侵略为宗旨。集体安全的思想在这一时期亦很受欢迎，这一理念要求公众普遍表现出反对侵略的决心，但最好是使用经济制裁和多边谈判，而不是彻底的和平主义手段。
西班牙内战是对国际和平主义以及和平主义组织（如反战者国际及和睦团契）和和平主义者个人（如何塞·布罗卡及安帕罗·波奇）的一次重大考验。内战结束后不久，尽管曾自愿参与共和军，但很大程度上仍是和平主义者的西蒙娜·韦伊发表了常被称为和平主义宣言的《伊利亞特，或力量之詩》。为了应对法西斯主义的威胁，一些和平主义思想家，如理查德·巴特利特·格雷格，设计了在法西斯入侵或占领时进行非暴力抵抗的计划。

### 第二次世界大战

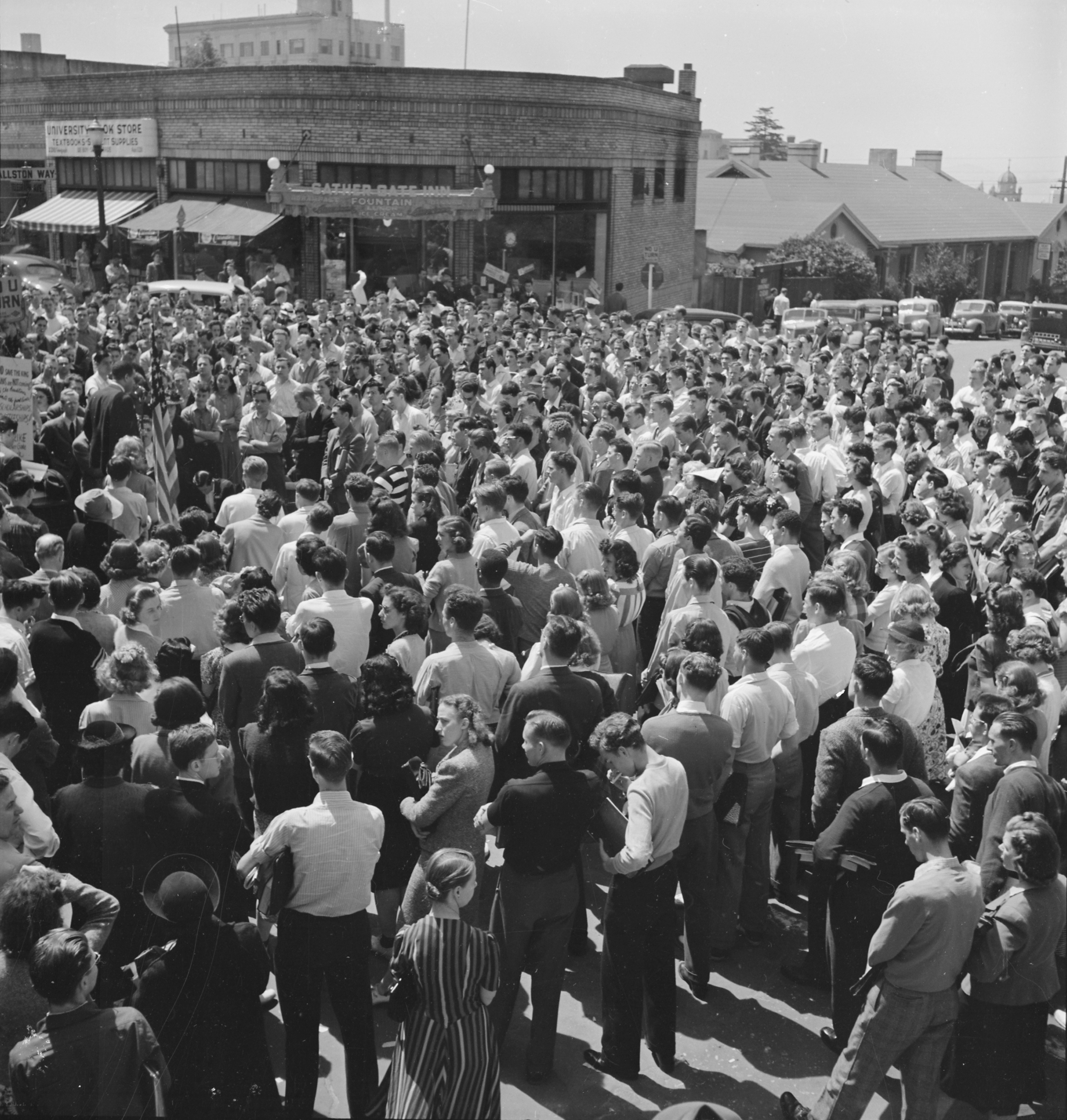
1940年4月在加利福尼亞大學柏克萊分校举行的和平罢工集会

随着第二次世界大战爆发，反战与和平运动陷入了低谷。即便是由共产主义者控制的美国和平动员会也于德国在1941年入侵苏联后改变了其反战姿态。珍珠港事件之后，包括美国优先委员会在内的，美国的主要的孤立主义团体开始衰落，不过一些更小的宗教及社会主义团体仍然继续表态反战。伯特兰·罗素认为击败阿道夫·希特勒和纳粹是一种必要之恶，他称呼他的这种理念为“相对和平主义”。曾在第一次世界大战停战后开玩笑说英国人从战争中遭受的损失比他们屈服于德国的损失还要大的H·G·威尔斯在1941年敦促英国在欧洲大陆展开大规模攻势，打击希特勒和纳粹主义。同样，阿尔伯特·爱因斯坦曾写道：“我厌恶所有的军队和任何形式的暴力；但我坚信，目前这些可恨的武器提供了唯一有效的保护”。
法国和平主义者安德烈·特洛克梅和玛格达·特洛克梅帮助藏匿了上百从纳粹统治区逃向利尼翁河畔勒尚邦的犹太人，二战后二人被追认國際義人。
納粹德國内的和平主义者在纳粹执政期间遭到了严厉镇压；德国和平主义者卡爾·馮·奧西茨基和挪威和平主义者奥拉夫·库尔曼曾在纳粹占领区非常活跃，但随后都被关押在集中营中并因受到虐待而死亡。奥地利的农民法蘭茲·雅各史塔特在1943年因拒绝在德意志國防軍内服役而被处死。

### 反核运动

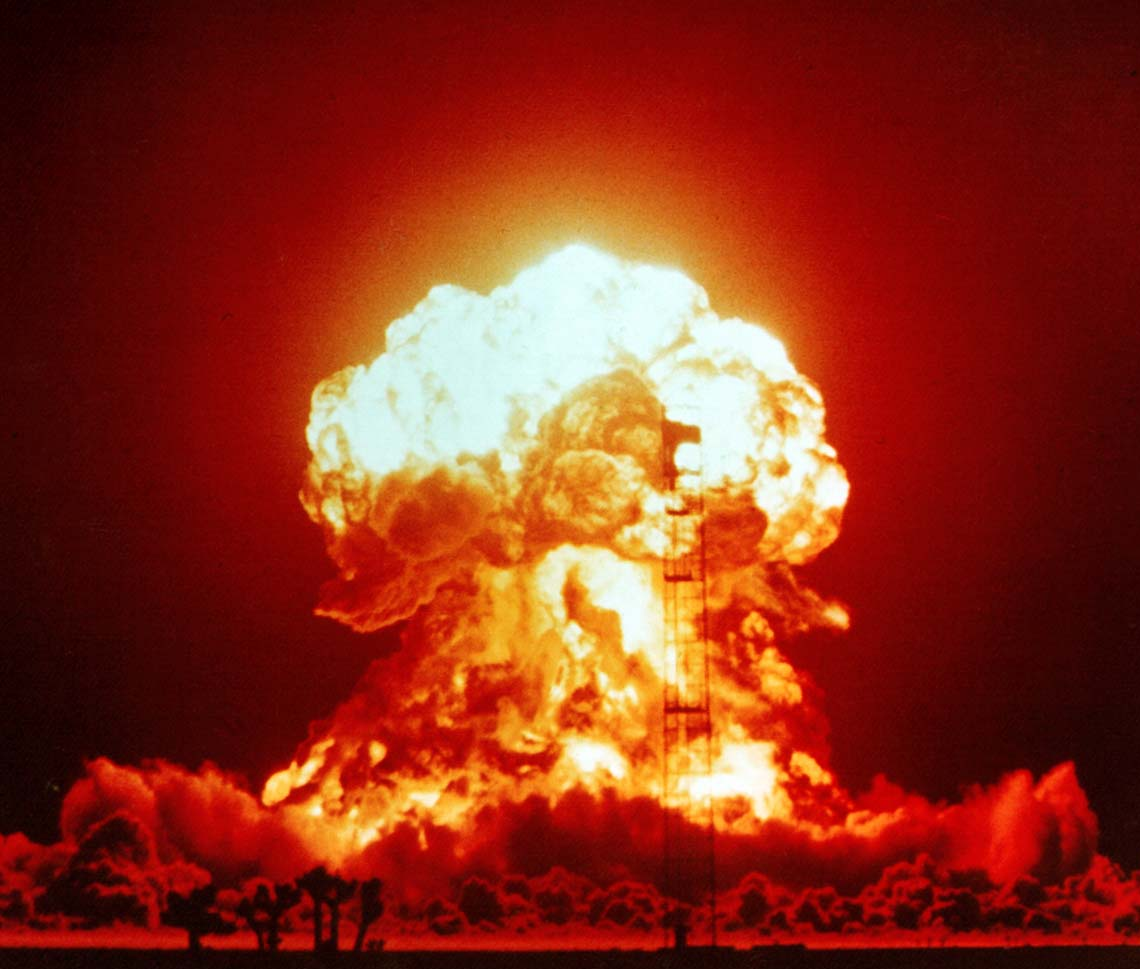
一次核试验后形成的巨大火球

二战后，日本亦出现了大量的和平运动。1954年，他们成立了日本反对原子弹和氢弹委员会（Japanese Council Against Atomic and Hydrogen Bombs）。日本强烈反对任何太平洋地区的核武器试验，并曾发起相关请愿签名，据称“估计收集到3500万个要求禁止核武器的签名”。
在英国，核裁军运动于1958年2月17日在卫理公会中央礼堂举行了首次公开会议，有5000人参加。会议后有几百人到唐寧街示威。
核裁军运动要求英国无条件地放弃使用、生产或依赖核武器，并促成一项全面裁军公约，同时要求英国禁制任何飞机携带核武器，停止核试验，不建立导弹基地，不向任何其他国家提供核武器。
第一次奥尔德玛斯顿游行由核裁军运动于1958年復活節期间组织进行，当时有几千人从伦敦特拉法加廣場耗时四天游行至英国伯克郡奥尔德玛斯顿附近的原子武器研究机构，以表明他们反对核武器的决心。奥尔德马斯顿游行一直持续到20世纪60年代末，期间有数万人参加了每年为期四天的游行。核裁军运动的成立利用了第一颗氢弹研制成功后民众对核武器的普遍恐惧和反对，并一度吸引了大量的追随者参与每年复活节的奥尔德马斯顿游行。

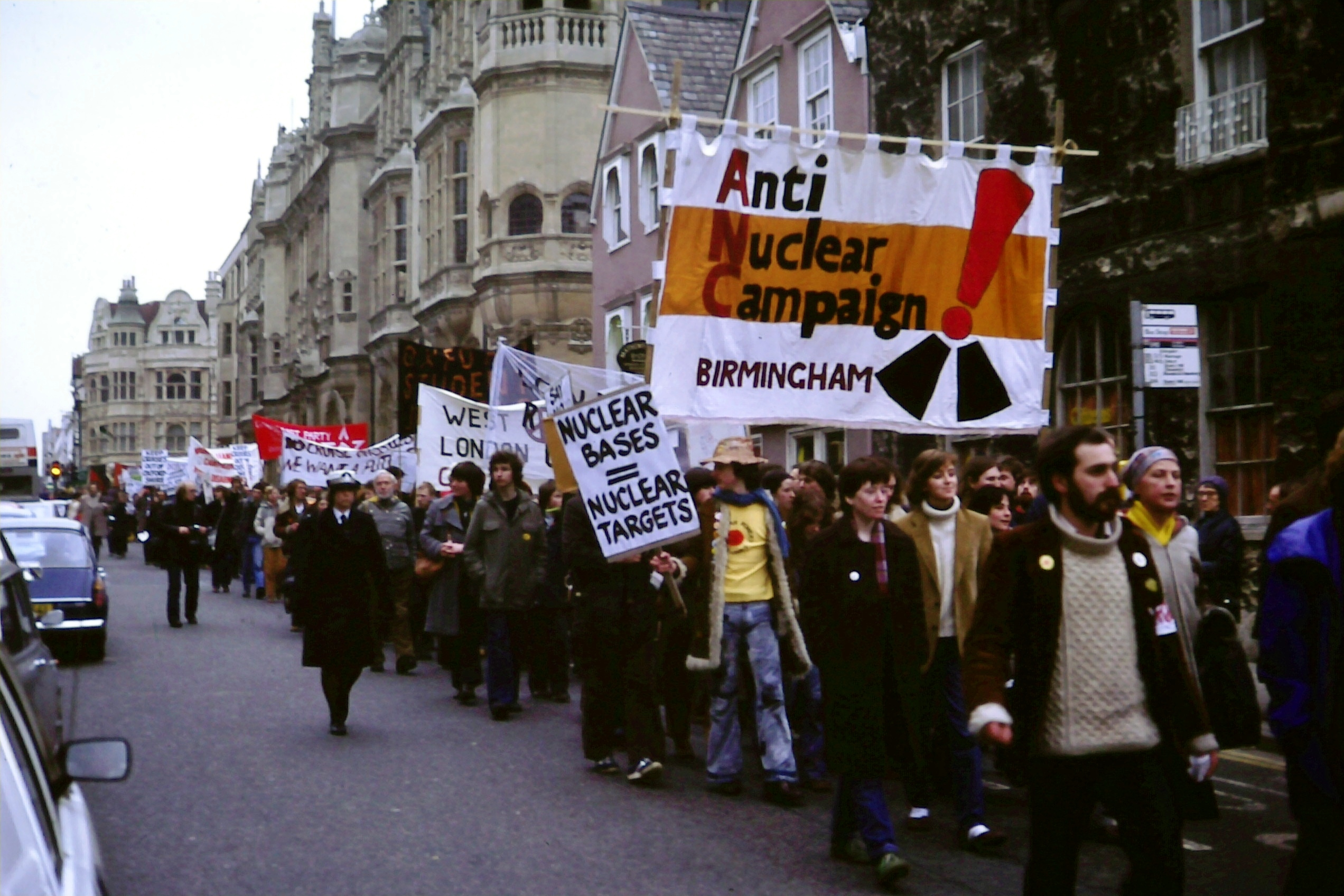
1980年牛津的反核武器游行

民众对核武器的反对使工党在1960年的议会会议上通过了一项关于单方面核裁军的决议，但该决议在第二年被推翻，并再没有出现以后的议程上。这一经历使许多曾对工党寄予希望的反核抗议者对工党失去了信心。随后，英国和平运动中出现了一股强烈的反议会潮流，有人认为，在1960年代，英国的无政府主义与社会主义具有一样的影响力。
核裁军运动成立两年后，其主席伯特兰·罗素宣布辞职并成立了百人委员会，该委员会在伦敦市中心和英国各地的核基地以静坐示威的形式进行非暴力反抗。罗素称，之所以需要这些活动，是因为新闻界对核裁军运动逐渐变得冷漠，大规模的直接行动可以迫使政府改变其政策。一百名当时的知名人士，其中许多是艺术界人士，签名参与了百人委员会。示威者的人数对这一战略至关重要，但警察的暴力、对示威者的逮捕和监禁以及因阴谋而先发制人的逮捕，使这一策略的支持率迅速下降。虽然有几位知名人士积极地参与静坐示威（包括罗素，他在89岁时被监禁的消息被广泛报道），但100名签名者中的许多人并不活跃。

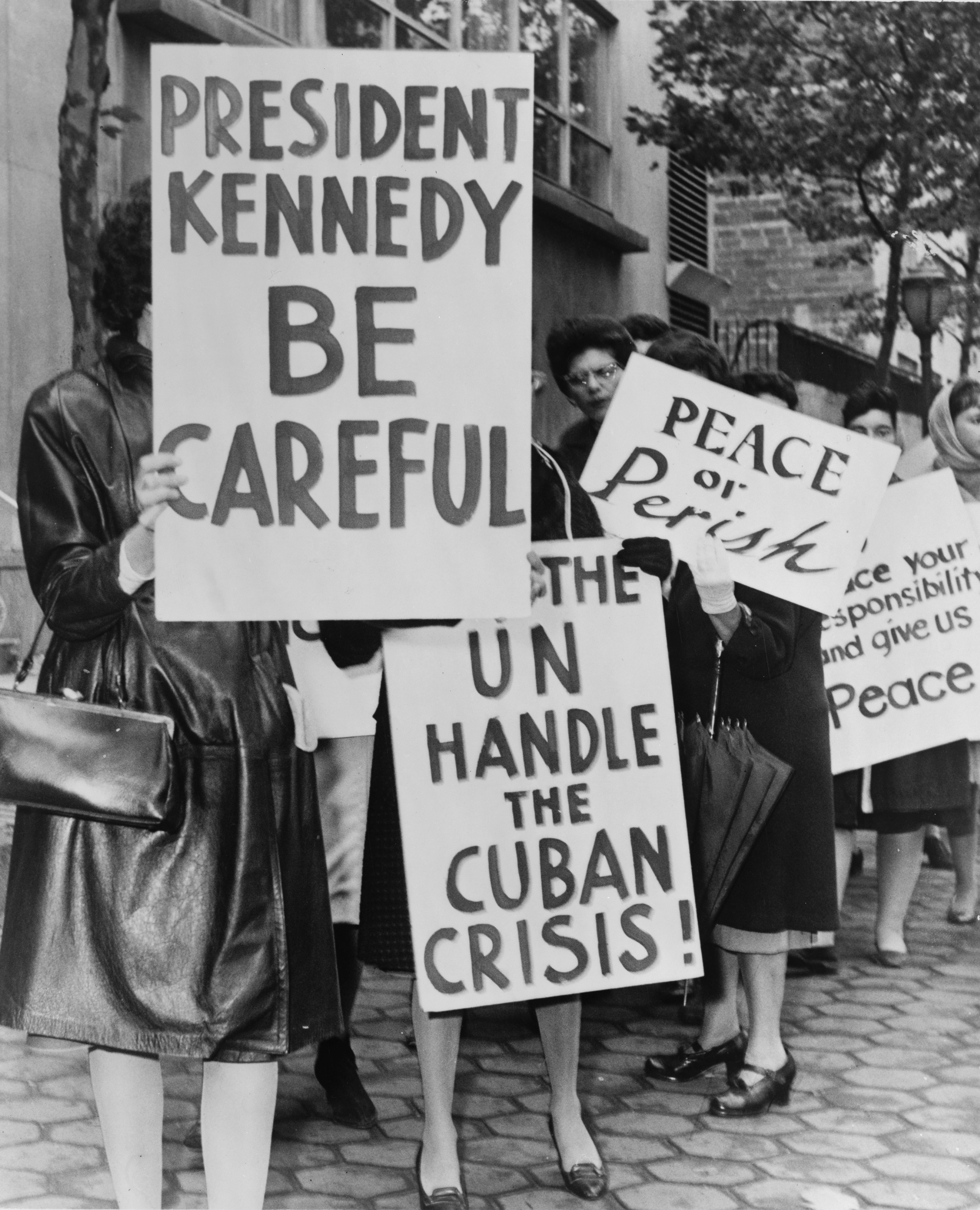
妇女争取和平组织在古巴导弹危机时组织的示威

由于百人委员会没有等级结构，也没有正式成员，许多地方团体纷纷开始自称百人委员会。这有助于宣传非暴力反抗，但也造成了政策上的混乱，随着这一运动十几年的发展，许多自称百人委员会的团体参与了与不少战争或和平没有直接关系的社会问题的行动。
1961年的美国正处于冷战的关键点之一，同年，约50000名妇女在妇女争取和平的号召下在美国60个城市进行反对核武器的游行。这是20世纪最大规模的美国全国妇女和平抗议活动。
1958年，莱纳斯·鲍林和他的妻子向联合国提交了一份由11000多名科学家签署的请愿书，要求停止核武器试验。露易丝·丽丝博士领导的“幼儿牙齿调查”在1961年确凿地表明，地面核试验以放射性落下灰的形式对公众健康造成了巨大的风险，这些放射性落下灰主要通过人类摄入曾吃下带有其的草的乳牛所产的奶进入人体。公众压力和研究结果随后导致了地面核武器试验的暂停，随后约翰·肯尼迪、尼基塔·赫鲁晓夫和哈羅德·麥美倫于1963年签署了《部分禁止核試驗條約》。在该条约生效的当天，诺贝尔奖委员会决定授予鲍林诺贝尔和平奖，并称“莱纳斯·卡尔·鲍林，自1946年以来，他一直不停地开展运动，不仅反对核武器试验，不仅反对这些武器的扩散，不仅反对使用这些武器，而且反对将战争作为解决国际冲突的手段”。

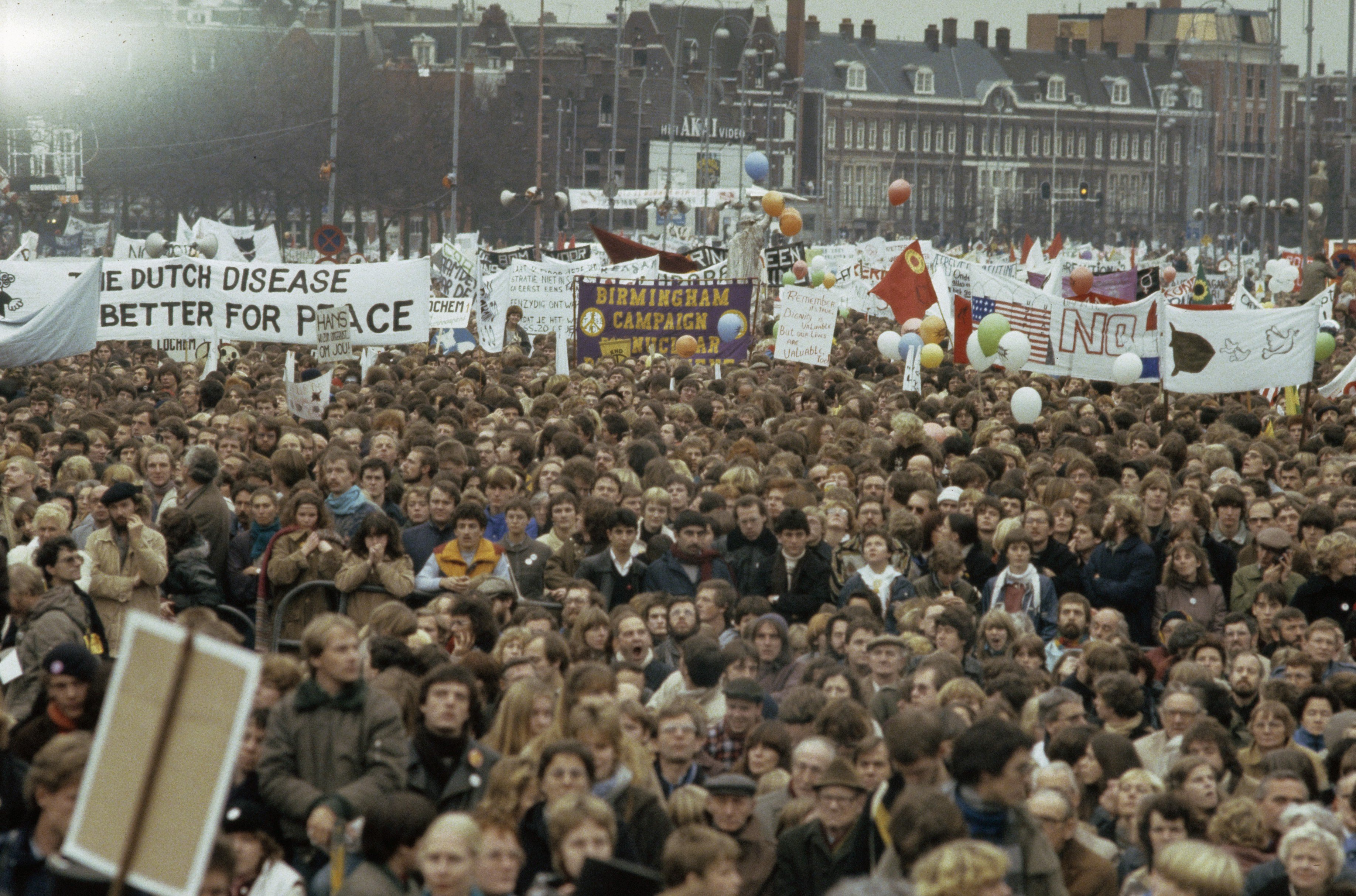
1981年，阿姆斯特丹的民众抗议在欧洲部署潘兴Ⅱ导弹

1982年6月12日，超过一百万人在纽约中央公園聚集示威，反对核武器并要求结束冷战的军备竞赛。这是美国历史上最大规模的反核示威和最大规模的政治示威。1983年6月20日，国际核裁军日抗议活动在全美各地50个地点举行。1986年，要求全球核裁军和平大进军的数百名美国人自洛杉矶长途徒步游行至华盛顿哥伦比亚特区，要求核裁军。1980年代至1990年代间，内华达州沙漠体验组织在内华达试验场周围组织了数次抗议和和平营。

## 扩展阅读
- Bennett, Scott H.Radical Pacifism: The War Resisters League and Gandhian Nonviolence in America, 1915–45 (Syracuse Univ. Press, 2003).
- Chatfield, Charles, ed. Peace Movements in America (New York: Schocken Books, 1973). ISBN 0-8052-0386-9
- Chatfield, Charles.  with Robert Kleidman. The American Peace Movement: Ideals and Activism (New York: Twayne Publishers, 1992). ISBN 0-8057-3852-5
- Durand, André. "Gustave Moynier and the peace societies （页面存档备份，存于）". In: International Review of the Red Cross (1996), no. 314, p. 532–550
- Eastman, Carolyn, "Fight Like a Man: Gender and Rhetoric in the Early Nineteenth-Century American Peace Movement", American Nineteenth Century History 10 (Sept. 2009), 247–71.
- Giugni, Marco. Social protest and policy change: Ecology, antinuclear, and peace movements in comparative perspective (Rowman & Littlefield, 2004).
- Hinsley, F. H. Power and the Pursuit of Peace: Theory and Practice in the History of Relations between States (Cambridge UP, 1967) online.
- Howlett, Charles F., and Glen Zeitzer. The American Peace Movement: History and Historiography (American Historical Association, 1985).
- Jakopovich, Daniel. Revolutionary Peacemaking: Writings for a Culture of Peace and Nonviolence (Democratic Thought, 2019). ISBN 978-953-55134-2-1
- Kimball, Jeffrey.  "The Influence of Ideology on Interpretive Disagreement: A Report on a Survey of Diplomatic, Military and Peace Historians on the Causes of 20th Century U. S. Wars," History Teacher 17#3 (1984) pp. 355-384 DOI: 10.2307/493146 online （页面存档备份，存于）
- Locke, Elsie. Peace People: A History of Peace Activities in New Zealand (Christchurch, NZ: Hazard Press, 1992). ISBN 0-908790-20-1
- Marullo, Sam, and John Lofland, editors, Peace Action in the Eighties: Social Science Perspectives (New Brunswick: Rutgers University Press, 1990). ISBN 0-8135-1561-0
- Moorehead, Caroline. Troublesome People: The Warriors of Pacifism (Bethesda, MD: Adler & Adler, 1987).
- Peace III, Roger C. A Just and Lasting Peace: The U.S. Peace Movement from the Cold War to Desert Storm (Chicago: The Noble Press, 1991). ISBN 0-9622683-8-0
- Weitz, Eric. A World Divided: The Global Struggle for Human Rights in the Age of Nation States (Princeton University Press, 2019). online reviews
- Wittner, Lawrence S. Rebels Against War: The American Peace Movement, 1933–1983 (Philadelphia: Temple University Press, 1984). ISBN 0-87722-342-4
- Zaroulis, Nancy, and Gerald Sullivan, Who Spoke Up? American Protest Against the War in Vietnam, 1963–1975 (New York: Holt, Rinehart and Winston, 1984). ISBN 0-03-005603-9
- Zelko, Frank. Make it a green peace!: The rise of countercultural environmentalism (Oxford UP, 2013).

### 一手文献
- Stellato, Jesse, ed. Not in Our Name: American Antiwar Speeches, 1846 to the Present[不要代表我：美国自1846至今的反战演讲选集] (Pennsylvania State University Press, 2012). 287 pp